# قلعه‌چه (تبریز)
قلعه‌چه یکی از روستاهای استان آذربایجان شرقی است که در دهستان لاهیجان بخش خسروشهر شهرستان تبریز واقع شده‌است.این روستا ۱۸۶ نفر جمعیت دارد.